# Velimlje
Velimlje este un sat din comuna Nikšić, Muntenegru. Conform datelor de la recensământul din 2003, localitatea are 155 de locuitori (la recensământul din 1991 erau 210 locuitori).

## Demografie
În satul Velimlje locuiesc 123 de persoane adulte, iar vârsta medie a populației este de 43,8 de ani (41,6 la bărbați și 45,8 la femei). În localitate sunt 47 de gospodării, iar numărul mediu de membri în gospodărie este de 3,30.
|  |

| Demografie | Demografie | Demografie |
| An         | Locuitori  | Locuitori  |
| ---------- | ---------- | ---------- |
|            |            |            |
|            |            |            |
|            |            |            |
|            |            |            |
| 1948       | 383        |            |
| 1953       | 429        |            |
| 1961       | 472        |            |
| 1971       | 368        |            |
| 1981       | 268        |            |
| 1991       | 210        | 210        |
| 2003       | 156        | 155        |

| \| Componența etnică conform recensământului din 2003[2] \| Componența etnică conform recensământului din 2003[2] \| Componența etnică conform recensământului din 2003[2] \| Componența etnică conform recensământului din 2003[2] \| Componența etnică conform recensământului din 2003[2] \| \| ----------------------------------------------------- \| ----------------------------------------------------- \| ----------------------------------------------------- \| ----------------------------------------------------- \| ----------------------------------------------------- \| \| \| \| \| \| \| \| Muntenegreni \| Muntenegreni \| \| 114 \| 73,54% \| \| Sârbi \| Sârbi \| \| 41 \| 26,45% \| \| necunoscută \| necunoscută \| \| 0 \| 0% \| |              |  |     |        |
| Componența etnică conform recensământului din 2003 |              |  |     |        |
| |              |  |     |        |
| Muntenegreni | Muntenegreni |  | 114 | 73,54% |
| Sârbi | Sârbi        |  | 41  | 26,45% |
| necunoscută | necunoscută  |  | 0   | 0%     |